# Monterrey Open 2021
Il Monterrey Open 2021, conosciuto anche come Abierto GNP Seguros 2021 per motivi di sponsorizzazione, è stato un torneo femminile di tennis giocato sul cemento. È stata la 13ª edizione del torneo, facente parte della categoria WTA Tour 250 nell'ambito del WTA Tour 2021. Si è giocato al Club Sonoma di Monterrey in Messico, dal 15 al 21 marzo 2021.

## Partecipanti

### Teste di serie
| Nazionalità | Giocatrice          | Ranking* | Testa di serie |
| ----------- | ------------------- | -------- | -------------- |
| Stati Uniti | Sloane Stephens     | 44       | 1              |
| Argentina   | Nadia Podoroska     | 46       | 2              |
| Cina        | Zheng Saisai        | 48       | 3              |
| Rep. Ceca   | Marie Bouzková      | 50       | 4              |
| Slovenia    | Polona Hercog       | 57       | 5              |
| Regno Unito | Heather Watson      | 64       | 6              |
| Russia      | Anna Blinkova       | 70       | 7              |
| Spagna      | Sara Sorribes Tormo | 71       | 8              |

* Ranking all'8 marzo 2021.

### Altre partecipanti
Le seguenti giocatrici hanno ricevuto una wild card per il tabellone principale:
- Renata Zarazúa
- Caroline Dolehide
- Coco Vandeweghe

Le seguenti giocatrici sono entrate in tabellone tramite il ranking protetto:
- Katie Boulter
- Anna Karolína Schmiedlová

Le seguenti giocatrici sono entrati nel tabellone principale passando dalle qualificazioni:

- Viktorija Golubic
- Kaja Juvan
- Anna Kalinskaya
- María Camila Osorio Serrano
- Mayar Sherif
- Lesia Tsurenko

### Ritiri
Prima del torneo
- Viktoryja Azaranka → sostituita da  Jasmine Paolini
- Marie Bouzková → sostituita da  Kristína Kučová
- Cori Gauff → sostituita da  Varvara Gračëva
- Polona Hercog → sostituita da  Nina Stojanović
- Ons Jabeur → sostituita da  Anna Karolína Schmiedlová
- Johanna Konta → sostituita da  Tamara Zidanšek
- Magda Linette → sostituita da  Martina Trevisan
- Ajla Tomljanović → sostituita da  Zhu Lin

## Partecipanti al doppio

### Teste di Serie
| Nazionalità | Giocatrice        | Nazionalità | Giocatrice      | Ranking1 | Testa di serie |
| ----------- | ----------------- | ----------- | --------------- | -------- | -------------- |
| Stati Uniti | Desirae Krawczyk  | Messico     | Giuliana Olmos  | 76       | 1              |
| Stati Uniti | Caroline Dolehide | Stati Uniti | Asia Muhammad   | 82       | 2              |
| Paesi Bassi | Arantxa Rus       | Slovenia    | Tamara Zidanšek | 121      | 3              |
| Spagna      | Lara Arruabarrena | Australia   | Ellen Perez     | 135      | 4              |

* Ranking all'8 marzo 2021.

### Altre partecipanti
Le seguenti giocatrici hanno ricevuto una wild card per il tabellone principale:
- Fernanda Contreras /  Marcela Zacarías
- María Camila Osorio Serrano /  Renata Zarazúa

### Ritiri
Prima del torneo
- Anna Kalinskaja /  Viktória Kužmová → sostituita da  Greet Minnen /  Ingrid Neel

## Punti
| Evento    | V   | F   | SF  | QF | 2T | 1T   | Q    | Q2   | Q1   |
| Singolare | 280 | 180 | 110 | 60 | 30 | 1    | 18   | 12   | 1    |
| Doppio    | 280 | 180 | 110 | 60 | 1  | N.D. | N.D. | N.D. | N.D. |

## Montepremi
| Evento    | V       | F       | SF      | QF     | 2T     | 1T     | Q    | Q2     | Q1     |
| Singolare | $43,000 | $21,400 | $11,600 | $6,275 | $3,600 | $2,300 | N.D. | $1,685 | $1,100 |
| Doppio*   | $13,580 | $7,200  | $4,000  | $2,300 | N.D.   | $1,520 | N.D. | N.D.   | N.D.   |

*per team

## Campionesse

### Singolare
Leylah Annie Fernandez ha sconfitto  Viktorija Golubic con il punteggio di 6-1, 6-4.

### Doppio
Caroline Dolehide /  Asia Muhammad hanno sconfitto in finale  Heather Watson /  Zheng Saisai con il punteggio di 6-2, 6-3.